# Guy Standing (professeur)
Pour les articles homonymes, voir Standing.
Guy Standing, né le 9 février 1948, est un économiste britannique, professeur d’économie à l’université de Bath (Royaume-Uni) et membre fondateur du Basic Income Earth Network, une organisation qui promeut un revenu de base inconditionnel. 
De 1975 à 2006, il a travaillé à l’Organisation internationale du travail sur les problématiques d'insécurité et de flexibilité du travail, et est notamment connu pour avoir créé des indices d'insécurité au travail.
Il est l’auteur de deux livres sur le travail, l'un portant sur le travail comme lieu d'une nouvelle citoyenneté (2009), l'autre, traduit en français, sur Le Précariat (2011).

## Les recherches sur le travail décent
Au Bureau international du travail,  Guy Standing a cherché à fonder sur des enquêtes statistiques internationales la revendication d'un travail décent portée par l'Organisation internationale du travail. Il a ainsi impulsé un programme de recherche dans les années 1995-2005 afin de construire un système mondial d'enquêtes sur la sécurité des personnes. Cette recherche ambitieuse s'est appuyée sur une grande enquête internationale menée par le BIT et ses différents bureaux, notamment en Chine et en Russie.  Elle  visait à prendre en compte les multiples dimensions de la vie des travailleurs et a notamment permis de proposer la création de plusieurs indices de sécurité (du revenu, du maintien des qualifications, professionnelle, de droits syndicaux au travail, de l'emploi). Ces travaux lui ont permis de proposer un indicateur synthétique du « travail décent ».

## Le précariat
Son ouvrage majeur est certainement The precariat: The new dangerous class publié en 2011 (traduit en français sous un autre titre). Dans ce livre il accuse la mondialisation et la course mondiale à la compétitivité qu'elle implique d'avoir plongé de plus en plus de personnes dans le précariat, qu'il définit comme une nouvelle classe sociale émergente, vivant dans l'insécurité financière et professionnelle, mais aussi identitaire.
Selon lui, le précariat est composé de trois groupes différents : les jeunes issus de l'immigration qui n'ont pas d'avenir, les jeunes bien éduqués mais qui ne peuvent accéder à un emploi stable, et enfin des personnes plus âgées, déclassées, issues des milieux ouvriers.
Selon Standing, les politiques sociales dites de workfare sont responsables de la précarisation croissante de la société.
Dans les derniers chapitres du livre, Standing appelle les dirigeants à des réformes des modèles sociaux des pays développés et fait le plaidoyer du Revenu de base comme nouveau droit fondamental qui permettrait selon lui de résoudre le problème du précariat. Faute d'un changement de cap dans cette direction, Guy Standing prédit des montées de violence du précariat et la montée de l'extrême droite.